# Ярошенка (станція)
Ярошенка — проміжна залізнична станція Жмеринської дирекції Південно-Західної залізниці на електрифікованій лінії Жмеринка — Вапнярка між станціями Жмеринка (20 км) та Рахни (21 км). Розташована на східній околиці села Пеньківки Жмеринського району Вінницької області. Поруч зі станцією пролягає автошлях територіального значення Т 0230.

## Історія
Станція відкрита 1870 року. Відомий український поет, лауреат  Національної премії України імені Т.Г. Шевченка Петро Перебийніс, який родом із цих подільських квітучих країв (уродженець села Слобода Шаргородська), який часто мандрував через станцію Ярошенка, якось влучно поетично відгукнувся про пристанище подорожніх при залізничній колії:
|  | Тут станція Ярошенка, Маленька запорошена. Назустріч вибіга... |

Станція Ярошенка й насправді такою виглядає на офіційній світлині Вікіпедії — маленька і снігом припорошена. Вгадав поет із нетлінним образом станції навіки...

## Пасажирське сполучення
На станції Ярошенка зупиняються пасажирські поїзди далекого сполучення:
- № 77/78 сполученням Ковель — Одеса;
- № 127/128 сполученням Запоріжжя — Львів.

Раніше на станції зупинялися поїзди далекого сполучення:
- № 24/23 Одеса — Москва (скасований з березня 2020 року).
- № 146/145 «Дунай» сполученням Київ — Ізмаїл (скасований у квітні 2022 року через руйнацію мостового переходу російськими окупантами в селищі Затока).

Приміське сполучення здійснюється електропоїздами у Жмеринському та Вапнярському напрямках.
З 18 червня 2021 року призначався приміський електропоїзд сполученням Козятин — Кодима (прямував через станції Вінниця, Жмеринка, Вапнярка, Крижопіль).
На станції Вапнярка існує узгоджена пересадка на приміські електропоїзди до Одеси, на станції Жмеринка — до Вінниці, Козятина I), Хмельницького, Гречани та Могилів-Подільського.